# Perizoma albomedia
Perizoma albomedia är en fjärilsart som beskrevs av Edward Alfred Cockayne 1953. Perizoma albomedia ingår i släktet Perizoma och familjen mätare. Inga underarter finns listade i Catalogue of Life.